# De herkomst van de drievoudige bemiddeling en de zesvoudige getuigenis
De herkomst van de drievoudige bemiddeling en de zesvoudige getuigenis is een volksverhaal uit China.

## Het verhaal
Wang is een hereboer in Shaanxi, hij is uiterst vermogend. Op oudejaarsavond pakt hij een penseel en schrijft twee regels. Hij laat ze aan weerszijden van de poort opplakken. Hij zegt de rijkste man ter aarde te zijn en wat je vraagt zul je krijgen. De Onsterfelijken schrikken in de hemel en de Jadekeizer beveelt de Zuidpoolster, de Noorderschepelster en de Ochtendster om hem een lesje te leren. In de ochtend van nieuwjaarsdag komt een taoïstisch priester bij de poort en hij vraagt om brood zo zwaar als het Taihanggebergte. 
De poortwachter geeft de boodschap door en de herenboer zegt dat de priester het brood op de zesde om twaalf uur 's middags kan ophalen. De priester verdwijnt op een wolk en een andere priester komt bij de poort. Hij wil spijsolie, zoveel als water in de zee. De hereboer zegt dat hij het op de zesde om twaalf uur halen kan en de  priester verdwijnt op een wolk. Dan komt een derde priester en hij wil een linnen doek zo wijd als de hemel en de herenboer staart voor zich uit. Ook deze priester krijgt te horen dat hij het op de zesde om twaalf uur halen kan en hij verdwijnt op een wolk. 
De kleinzoon van Wang ziet zijn grootvader peinzen en vraagt of hij helpen kan. Als hij het verhaal over de drie priesters hoort, vertelt hij dat hij de mannen te woord zal staan. Wang schudt zijn hoofd, zijn kleinzoon heeft net zoveel grootspraak als hij. Op de zesde van de Eerste Maand komen de priesters en de kleinzoon schudt hun handen. Hij vraagt of de mannen de zesvoudige getuigenis hebben, want zonder dit kunnen ze niet bedelen. De priesters vragen waar de zesvoudige getuigenis is en de jongen vertelt dat zijn grootvader van moederszijde hem bezit. De priesters gaan naar Shandong en komen bij herenboer Bai. De kleinzoon vertelt Wang dat zijn nichtje zal weten wat de zesvoudige getuigenis is. 
De hereboer weet niet wat de zesvoudige getuigenis is en de kleindochter hoort het gesprek. Ze komt naar buiten met een schepel, een unster en een el. De priesters pakken de dingen en de grootvader hoort dat men de kosmos als zes ziet. Met de drie attributen kan met weinig en veel en licht en zwaar onderscheiden. De priesters komen bij herenboer Wang en geven de dingen aan de kleinzoon. De Zuiderpoolster krijgt de unster en moet het Taihanggebergte wegen. De Noorderschepelster krijgt de schepel en moet de zee meten en de ellenmaat wordt aan de Ochtendster gegeven, om de hemel te meten. 
De kinderen zijn een paar als hemel en aarde en de priesters besluiten van hun doel af te zien. Ze treden op hun wolk als bemiddelaar voor het huwelijk op. Ze brengen verslag uit aan de Jadekeizer en hij zegt dat de mensen nu een rechte maat bezitten. Herenboer Wang liet op het altaar een schepel neerzetten, hierin plaatste men een ellenmaat en unster. 

## Achtergronden
- Zie ook Feestdagen in de Eerste Maand, Chinees Nieuwjaar en onsterfelijkheid.
- De Noorderschepel is de Grote Beer. Venus wordt de Morgenster genoemd, zie ook Poolster.